# Tripsacum
Tripsacum és un gènere de plantes de la família de les poàcies, ordre de les poals, subclasse de les commelínides, classe de les liliòpsides, divisió dels magnoliofitins.

## Taxonomia
- Tripsacum andersoni J. R. Gray
- Tripsacum australe H. C. Cutler et E. S. Anderson
- Tripsacum floridanum Porter
- Tripsacum lanceolatum Rupr.
- Tripsacum manisuroides] de Wet et Harlan ex Davidse